# Мариота, дочь Эхана
Мариота, дочь Эхана (англ. Mariota, daughter of Eachann) — любовница Александра Стюарта, графа Бьюкена (также известного как Волк Баденохский) и матерью Александра Стюарта, графа Мара.
Она упоминается в Морейском Списке, который приводит её имя на латыни, и сообщает, что она происходила из земель, находящихся в сфере влияния Росской епархии. Она упоминается как жена Волка, в соответствии с «гэльским гражданским браком», подразумевая, что факт этого брака был не подтверждён церковными традициями, и что Волк уже был женат на Ефимии, графине Росса. В 1389 году графиня Ефимия пожаловалась папе Клименту VII, что её брак с Бьюкеном является бессмысленным, поскольку Волк сожительствует с Мариотой, и папа впоследствии аннулировал их брак (в 1392 году). Волк продолжал жить с Мариотой в девяностых годах XIV века. Он имел семь внебрачных детей, которые, возможно, все являлись детьми от Мариоты. Это были Александр, Эндрю, Дункан, Джеймс, Уолтер, Роберт, и Маргарет (которая вышла замуж за графа Сазерленда).